# Tsembaga Maring
Gli Tsembaga Maring, chiamati anche Maring Tsembaga o Tsembaga, sono un gruppo etnico appartenenti ai Papuani che si trova nei territori degli altopiani della Papua Nuova Guinea. Gli Tsembaga sono orticoltori e sono stati ampiamente studiati dagli etnografi, il più noto dei quali è Roy Rappaport.
Gli Tsembaga parlano una varietà di Maring, una lingua del gruppo Chimbu-Wahgi delle lingue trans-Nuova Guinea.

## Fonti
Rappaport ha condotto ricerche sugli Tsembaga Maring negli anni Sessanta e ha pubblicato gran parte delle sue ricerche in un libro divenuto popolare intitolato Pigs for the Ancestors.

## Stile di vita
Gli Tsembaga sono noti per le loro particolari forme di organizzazione per l'allevamento di animali, la pastorizia e la guerra tradizionale. La guerra tradizionale inizia dopo uno speciale banchetto rituale in cui vengono macellati i maiali, noto come kaiko.